# رادیکوندولی
رادیکوندولی (به ایتالیایی: Radicondoli) یک کومونه در ایتالیا است که در استان سیه‌نا واقع شده‌است. رادیکوندولی ۱۳۲٫۲ کیلومتر مربع مساحت و ۱٬۰۱۹ نفر جمعیت دارد و ۵۰۹ متر بالاتر از سطح دریا واقع شده‌است.